# Materino mleko
Máterino mléko je izloček človeških mlečnih žlez v dojkah za hrano dojenčka. Pospešeno nastajanje mleka v mlečnih žlezah porodnice se začne okoli 24 do 48 ur po porodu. 

## Sestavine
V primerjavi s kravjim mlekom vsebuje materino mleko: 
- manj beljakovin (prevelika količina beljakovin v prehrani dojenčka lahko poškoduje njegove ledvice),
- več ogljikovih hidratov,
- imunoglobuline A (ti so skupaj z imunoglobulini G, ki jih je dojenček prejel že preko posteljice kot plod, bistveni za njegovo odpornost),
- encime, ki krepijo odpornost (lizocimi),
- makrofage,
- lipaze, ki dojenčku pomagajo pri prebavljanju maščob,
- več železa, bakra in manj fosfata,
- manj vitamina K.

Ob koncu nosečnosti in prve dni po porodu vsebuje materino mleko številna protitelesa. To materino mleko imenujemo mlezivo (kolostrum).

### Primerjava z drugimi vrstami mleka
| Sestavine           | Materino mleko | Kravje mleko | Ovčje mleko | Kozje mleko | Konjsko mleko |
| ------------------- | -------------- | ------------ | ----------- | ----------- | ------------- |
| Voda                | 87,2 %         | 87,5 %       | 82,7 %      | 86,6 %      | 90,1 %        |
| Ogljikovi hidrati   | 7,0 %          | 4,8 %        | 6,3 %       | 3,9 %       | 5,9 %         |
| Maščobe             | 4,0 %          | 3,5 - 4,0 %  | 5,3 %       | 3,7 %       | 1,5 %         |
| Beljakovine         | 1,5 %          | 3,5 %        | 4,6 %       | 4,2 %       | 2,1 %         |
| Elementi v sledovih | 0,3 %          | 0,7 %        | 0,9 %       | 0,8 %       | 0,4 %         |
| kcal/100 ml         | 70             | 64 - 68      | 86          | 65          | 43            |
| kJ/100 ml           | 294            | 268 - 285    | 361         | 273         | 180           |

### Uravnavanje nastajanja mleka
Nastajanje mleka v mlečnih žlezah (laktacija) se uravnava z dražljaji, ki jih telo dobiva z draženjem bradavic med dojenjem.